# フィヨルドランド国立公園

フィヨルドランド国立公園の位置

フィヨルドランド国立公園（Fiordland National Park）はフィヨルドランドと知られている地域、ニュージーランドの南島の南西部角を占めている国立公園である。ニュージーランドで最大の国立公園（12,500 km2）であり、ワヒポウナム世界遺産の大部分を占めている。1986年、周辺の国立公園と共にユネスコの世界遺産（自然遺産）に登録された。
フィヨルドランド国立公園は南半球のフィヨルド、ミルフォード・サウンドで有名である。また登山の名所としても有名。

## 地理
公園内には氷河期に形成されたフィヨルドが形成される中でも有名なものがミルフォード・サウンドである。他にもダウトフル・サウンドやダスキー・サウンドなどの興味深いスポットもある。公園内のフィヨルドランドの海岸はフィヨルドである上、サザン・アルプスの山々、ケプラー山やマーチソン山などもも手伝って非常に険しいものになっている。公園の北端では2000mを越える個所も存在する。氷河期には地面が削られ島も形成された、これらの島にはセクレタリー島、レゾリューション島などがある。
内陸部にはテ・アナウ湖、マナポウリ湖、モノワイ湖、ハウロコ湖、ポテリテリ湖など国内でも有数の大きさを誇る湖もある。
タスマン海からは、冷たい偏西風が公園内の山々に吹きつける。そのため、冷却された湿った風が公園内に降雨をもたらし、その結果として、多くの滝を形成している。サザランド滝は国内最長の滝（落差248メートル）として有名である。またこの湿った空気が形成する雨は植物の育成を促進し公園内は、フィヨルドランド多雨林と呼ばれる温帯雨林が形成されている。

## ヘリコプター・ハンティング
1920年代ヨーロッパから持ち込まれたシカの大量発生に見まわれ、公園内の動物相に大きな影響が出ることが懸念された。このため政府は公園内にシカ猟の出来る区域を設定した。1960年代にはシカの肉と皮の需要増加に伴いこのシカ狩りがビジネスとして成り立つようになり、険しい山岳地帯を歩いて狩りを行うよりもヘリコプターが導入して行うことが多くなった。結果、シカの数は減り、代わりにハンター同士が少数のシカを巡って争う事態が発生し、ハンター同士のヘリコプターによる空中戦が催される事件が発生するまでになった。政府はこれに対して対策を講じ、家畜としてのシカの育成を奨励し、ヘリコプター・ハンティングによる野生のシカのハンティングは減少した。ヘリコプターの操縦士は現在では風景を楽しむ観光客を運び生計を立てている。

## ギャラリー

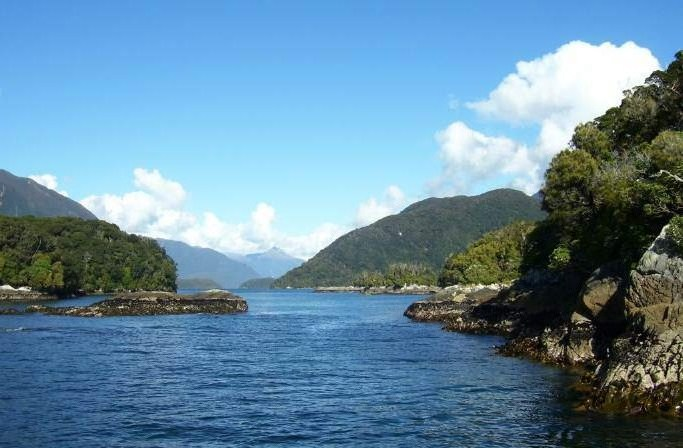
ダウトフル・サウンド
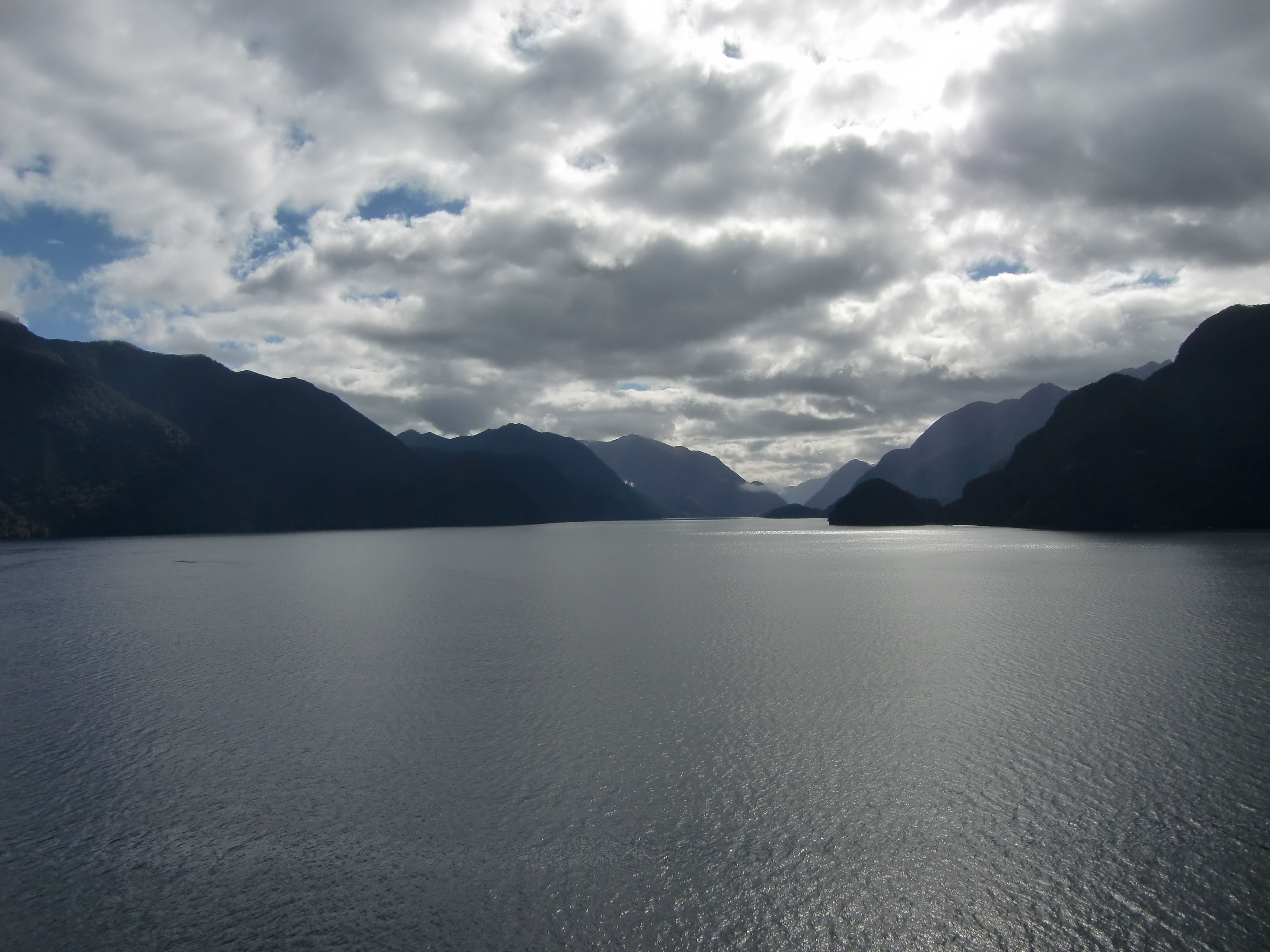
ダスキー・サウンド
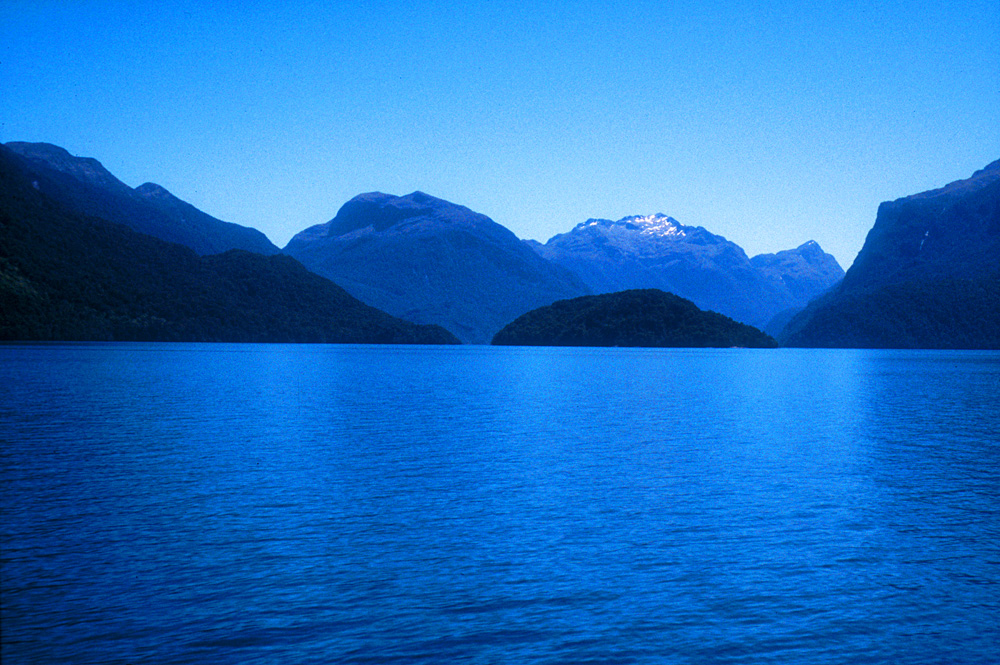
テ・アナウ湖
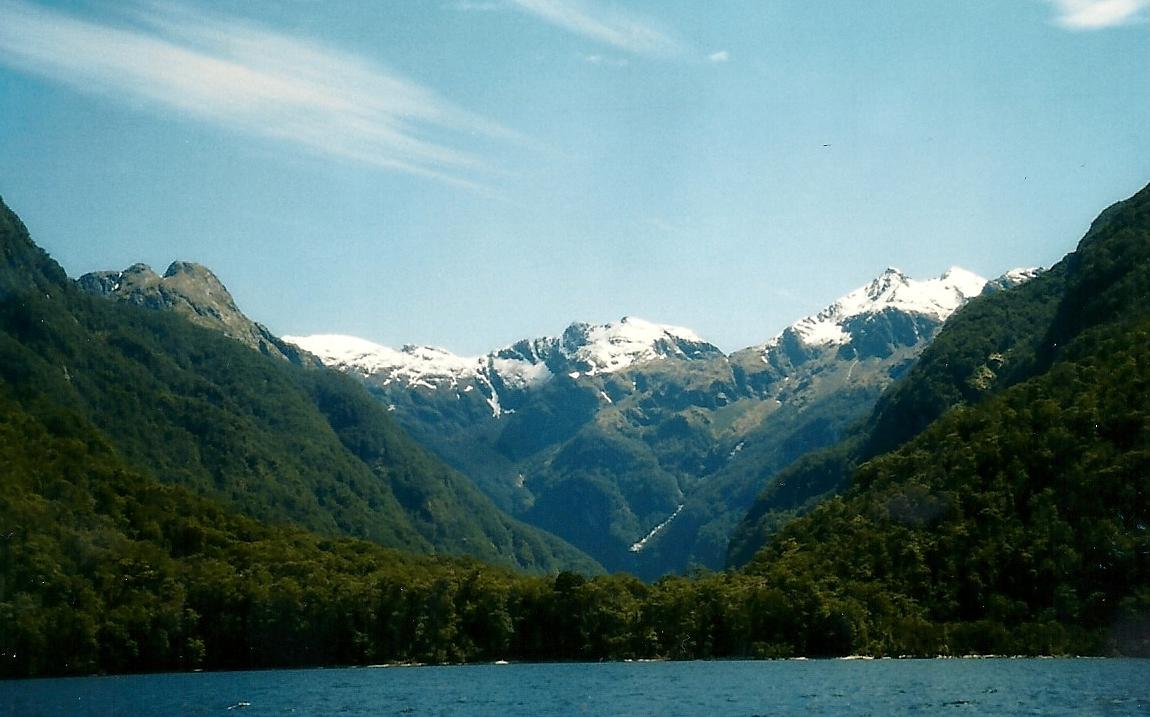
マナポウリ湖
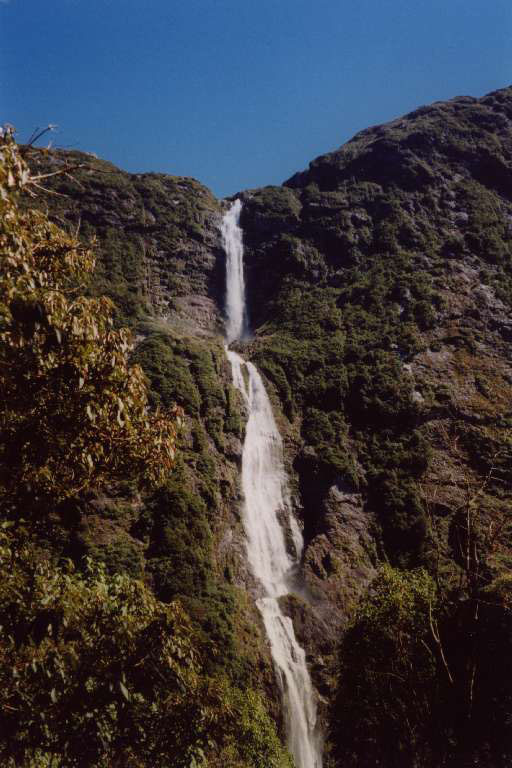
サザランド滝（英語版）、滝の上のクイル湖（Lake Quill）は、Windows 10のロック画面で有名である。